# Liberiaans honkbalteam

Vlag van Liberia.

Het Liberiaans honkbalteam is het nationale honkbalteam van Liberia. Het team vertegenwoordigt Liberia tijdens internationale wedstrijden. Het Liberiaans honkbalteam hoort bij de Afrikaanse Honkbal & Softbal Associatie (AHSA).